# Bạch tuộc viền xanh
Bạch tuộc viền xanh, tên khoa học Hapalochlaena fasciata, là một trong 3 (hoặc có thể là 4) loài bạch tuộc của chi Hapalochlaena. Nó thường được tìm thấy xung quanh bờ triền đá và vùng nước ven biển có độ sâu 15 mét (49 ft) giữa miền Nam Queensland và miền nam New South Wales. Nó có thể phát triển đến chiều dài 45 mm (1.8 in).